# Ostre zapalenie oskrzeli
Ostre zapalenie oskrzeli (łac. Bronchitis acuta) – stan zapalny błony śluzowej oskrzeli, spowodowany zakażeniem dróg oddechowych, przebiegający z przekrwieniem i złuszczaniem się nabłonka oddechowego oraz powstawaniem wysięku w świetle oskrzeli, mający tendencję do samoistnego całkowitego ustępowania bez pozostawienia upośledzenia funkcji układu oddechowego.

## Objawy
- objawy infekcji, takie jak: ogólne złe samopoczucie, uczucie rozbicia, dreszcze, gorączka (średnia-duża), bóle mięśniowe i kostne
- zwykle towarzyszą objawy zakażenia innego odcinka układu oddechowego, takie jak katar, ból gardła
- kaszel, początkowo suchy, następnie produktywny (z odkrztuszaniem wydzieliny), początkowo śluzowej (biały kolor), następnie ropnej (żółta, zielona)
- może wystąpić krwioplucie
- pieczenie i ból w klatce piersiowej, zwykle związany z kaszlem
- sporadycznie duszność
- charczenie przy wdychaniu i wydychaniu powietrza

## Przyczyny
- adenowirusy
- wirus grypy i paragrypy
- syncytialny wirus oddechowy
- rhinowirusy
- wirusy Coxsackie
- wirus Herpes
- Chlamydia pneumoniae
- Bordetella pertussis
- Haemophilus influenzae
- Mycoplasma pneumoniae
- Streptococcus pneumoniae
- Moraxella catarrhalis
- Mycobacterium tuberculosis

## Czynniki ryzyka
- przewlekła choroba oskrzelowo-płucna
- przewlekłe zapalenie zatok przynosowych
- alergia oskrzelowo-płucna
- przewlekłe zapalenie migdałków
- immunosupresja
- wiek podeszły i dziecięcy
- palenie tytoniu i/lub narażenie na dym tytoniowy
- choroba refluksowa przełyku
- niedobory immunologiczne

## Leczenie
- odpoczynek do momentu ustąpienia gorączki
- zakaz palenia tytoniu
- inhalacje nawilżające drogi oddechowe
- leki poprawiające drożność nosa w przypadku kataru
- leki przeciwkaszlowe w przypadku uporczywego kaszlu
- leki mukolityczne w przypadku zalegania wydzieliny w oskrzelach
- leki rozszerzające oskrzela w przypadku duszności
- leki przeciwwirusowe w przypadku zakażenia wirusem grypy (amantadyna, oseltamiwir, zanamivir)
- antybiotyki w wypadku zakażeń bakteryjnych, u osób starszych i osłabionych[1]

## Powikłania
Zapalenie oskrzeli, nawet nieleczone, zwykle ustępuje bez pozostawienia jakichkolwiek powikłań. Jednakże u osób z grupy ryzyka mogą rozwinąć się powikłania pod postacią:
- odoskrzelowego zapalenia płuc,
- ostrej niewydolności oddechowej,
- krwioplucia.

Ostre zapalenie oskrzeli nigdy nie przechodzi w przewlekłe zapalenie oskrzeli.

## Klasyfikacja ICD10
| kod ICD10     | nazwa choroby                                                       |
| ------------- | ------------------------------------------------------------------- |
| ICD-10: J20   | Ostre zapalenie oskrzeli                                            |
| ICD-10: J20.0 | Ostre zapalenie oskrzeli wywołane przez Mycoplasma pneumoniae       |
| ICD-10: J20.1 | Ostre zapalenie oskrzeli wywołane przez Haemophilus influenzae      |
| ICD-10: J20.2 | Ostre zapalenie oskrzeli wywołane przez paciorkowce                 |
| ICD-10: J20.3 | Ostre zapalenie oskrzeli wywołane przez wirus Coxsackie             |
| ICD-10: J20.4 | Ostre zapalenie oskrzeli wywołane przez wirus paragrypy             |
| ICD-10: J20.5 | Ostre zapalenie oskrzeli wywołane przez wirus RSV                   |
| ICD-10: J20.6 | Ostre zapalenie oskrzeli wywołane przez rinowirusy                  |
| ICD-10: J20.7 | Ostre zapalenie oskrzeli wywołane przez wirus echo                  |
| ICD-10: J20.8 | Ostre zapalenie oskrzeli wywołane przez inny określony drobnoustrój |
| ICD-10: J20.9 | Nieokreślone ostre zapalenie oskrzeli                               |